# Paombong
Paombong es un municipio filipino de tercera clase, perteneciente a la provincia de Bulacán, en la isla de Luzón.

## Historia
Hacia mediados del siglo XIX, el lugar tenía contabilizada una población de 5625 habitantes, repartidos en 1100 casas. Aparece descrito en el segundo volumen del Diccionario geográfico, estadístico, histórico de las Islas Filipinas (1850) de Manuel Buzeta Núñez y Felipe Bravo con las siguientes palabras:

PAOMBONG: pueblo con cura y gobernadorcillo en la isla de Luzon, prov. de Bulacan, arzobispado de Manila: sit. en los 124° 28' 30" long. 14° 49' 40" lat. en terreno llano y muy frio, inundado de esteros que lo hacen anegadizo: tiene como unas 1,100 casas en general de sencilla construccion, distinguiéndose entre estas como mas notable la parroquial y la de comunidad á donde se halla la cárcel: hay escuela de primeras letras dotada de los fondos de comunidad, é iglesia parroquial de bonita fábrica, y muy decentemente adornada, gracias al infatigable celo del tiempo que la administró el P. F. Juan Baque del órden de S. Agustin, y actualmente cura del pueblo de Pasig: el cementerio está fuera de la poblacion y bien ventilado, recibe el correo semanal de la cabecera de la prov. Productos, arroz, maiz, varias frutas y legumbres: ind., es de bastante consideracion, se hace mucho vinagre, ricos quesos, grande acopio de leña, y de la planta que cultivan llamada Nipa, fabrican vino, trafican con los artículos espresados en todos los pueblos de la prov. y en muchos de la de Tondo conduciéndolos en pequeñas embarcaciones. Confina con los pueblos de Hagonoe, Calumpit, y Mololos. pobl.: almas 5,626, trib. 1,131 ½.
(Buzeta y Bravo, 1851, pp. 391-392)

En 2020, tenía censados 55 696 habitantes.